# 萨曼莎·福克斯
萨曼莎·卡伦·“山姆”·福克斯（英語：Samantha Karen "Sam" Fox，1966年4月15日—）是一位英格兰舞蹈流行音乐歌手，演员和模特。1983年，在她16岁时，开始了自己的模特生涯，在《太陽報》做三版女郎，后来成为一个受欢迎的海報女郎。1986年，她推出了单曲《Touch Me (I Want Your Body)》开始音乐生涯。从那时起，她已经在全球售出超过3000万张专辑。福克斯也出现在一些电影和电视真人秀节目中，并偶尔担任电视主持人。

## 个人生活

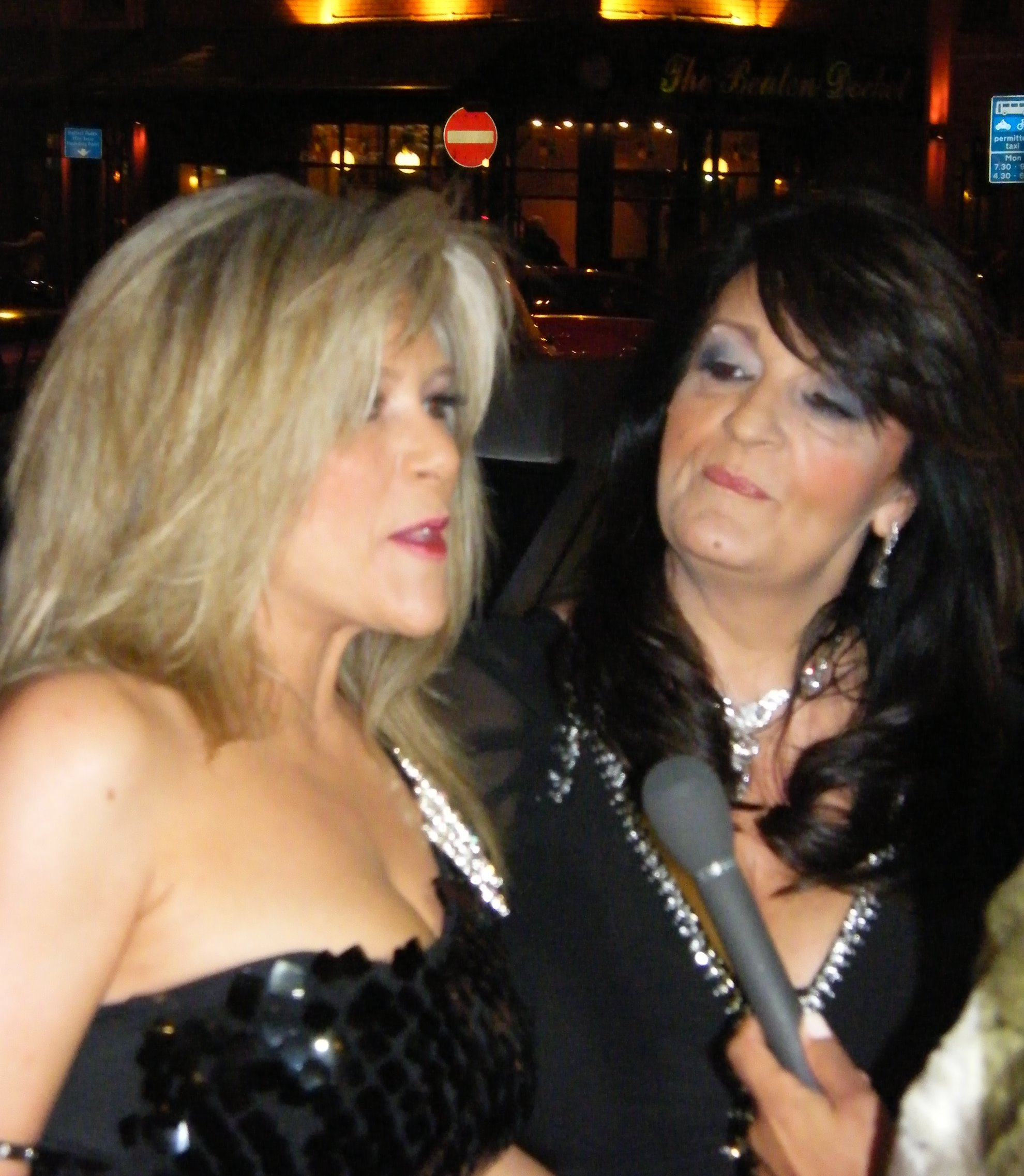
2010年福克斯（左）和她的女朋友Myra Stratton在贝尔法斯特

福克斯的父亲Patrick，曾经是一个木匠，后来管理福克斯的事业一直到1991年。当福克斯聘请会计师后，她相信她的父亲已经从她的账户盗用超过100万英镑。她起诉她的父亲，他当时已经同福克斯的母亲离婚并再婚。1995年5月，她获得363000英镑从而庭外和解。父亲Patrick Fox于2000年去世，当时他和福克斯已经有近十年没有说话。
据报道，在1994年，福克斯已成为一个再生基督徒。
在20世纪80年代后期，福克斯与澳大利亚诈骗集团的Peter Foster有过一段恋情，但她拒绝了他的求婚。她还曾与摇滚乐队Kiss合唱團吉他手和歌手Paul Stanley交往过一段时间。关于福克斯的性取向传言在1999年开始浮出水面，当她作为一个女同性恋选美的评判后，谣言开始流传，澳大利亚的吉他手Cris Bonacci其实是福克斯的情人。然而，虽然两个女人一同居住，但没有公开表示，她们是一对恋人。她们都表示，她们是“最好的朋友”。
2003年2月，她做了关于个人生活的陈述表示她爱上了自己的女经纪人Myra Stratton，并希望与她共度余生。
2009年8月，萨曼莎·福克斯宣布她计划与Stratton注册民事伴侶關係。

## 唱片
- 1986：Touch Me
- 1987：Samantha Fox
- 1988：I Wanna Have Some Fun
- 1991：Just One Night
- 1992：Greatest Hits
- 1998：21st Century Fox
- 2002：Watching You, Watching Me
- 2005：Angel with an Attitude
- 2009：Greatest Hits